# Campionato mondiale giovanile di scherma 1974
Il Campionato mondiale juniores di scherma del 1974 ("1974 World Juniors Fencing Championships") è stato organizzato dalla Federazione internazionale della scherma e si è svolto a Istanbul in Turchia dal 12 al 15 aprile.
Nel fioretto, si sono aggiudicati i titoli del campionato mondiale il rumeno Petru Kuki, che ha battuto in finale il tedesco Matthias Behr, e la sovietica Valentina Burochkina che ha avuto la meglio sulla sovietica Olga Knyazeva.
Nella spada l'elvetico Michel Poffet ha battuto in finale il tedesco Alexander Pusch, ottenendo il titolo mondiale juniores maschile.
Nella sciabola il rumeno Ioan Pop prevale sul magiaro Maklos Gellert.

## Podi

### Uomini
| Specialità  | Oro           | Argento         | Bronzo              |
| Individuali |               |                 |                     |
| Fioretto    | Petru Kuki    | Matthias Behr   | Frédéric Pietruszka |
| Spada       | Michel Poffet | Alexander Pusch | Marceli Wiech       |
| Sciabola    | Ioan Pop      | Maklos Gellert  | Avtandil Kiknadze   |

### Donne
| Specialità  | Oro                  | Argento       | Bronzo         |
| Individuali |                      |               |                |
| Fioretto    | Valentina Burochkina | Olga Knyazeva | Irina Pavlenko |

## Medagliere
| Pos.   | Nazione          | Oro | Argento | Bronzo | Totale |
| ------ | ---------------- | --- | ------- | ------ | ------ |
| 1      | Romania          | 2   | 0       | 0      | 2      |
| 2      | Unione Sovietica | 1   | 1       | 2      | 4      |
| 3      | Svizzera         | 1   | 0       | 0      | 1      |
| 4      | Germania         | 0   | 2       | 1      | 3      |
| 5      | Ungheria         | 0   | 1       | 0      | 1      |
| 6      | Francia          | 0   | 0       | 1      | 1      |
| Totale | Totale           | 4   | 4       | 4      | 12     |